# 1. srpnja
1. srpnja (1. 7.) 182. je dan godine po gregorijanskom kalendaru (183. u prijestupnoj godini).
Do kraja godine imaju još 183 dana.

## Događaji
- 69. – Trupe u Egiptu proglasile Vespazijana devetim Rimskim carem
- 1661. – Zaključen Kardiški mir, čime je okončan rusko-švedski rat
- 1745. – Marija Terezija raspustila Vojnu krajinu.[1]
- 1861. – Utemeljen list "L'Osservatore Romano"
- 1921. – Osnovana je Komunistička partija Kine
- 1934. - Noć dugih noževa ubijen je vođa SA snaga Ernst Röhm
- 1953. – Utemeljen list "Moj pas"
- 1959. – Izašao prvi broj hrvatskih novina Večernji list.
- 1980. – O Canada službeno je postala nacionalna himna Kanade
- 1997. – Hong Kong je nakon 99 godina britanskog protektorata vraćen Kini
- 2004. – NASA-ina svemirska letjelica Cassini-Huygens ušla je u Saturnovu orbitu nakon sedmogodišnjeg putovanja
- 2009. – Ivo Sanader podnosi ostavku na mjesto predsjednika Vlade Republike Hrvatske i sve stranačke dužnosti u HDZ-u.
- 2012. – Aziz Hasanović postao predsjednik Mešihata Islamske zajednice u Hrvatskoj.[2]
- 2013. – Hrvatska postala je 28. članica Europske unije.[3]
- 2013. – Otvoren New Century Global Centre, najveća zgrada na svijetu.[4]
- 2013. – Otkriven Neptunov satelit  S/2004 N 1.[5]

| - 1646. – Gottfried Leibniz, njemački znastvenik i diplomat († 1716.) - 1804. – George Sand, francuska književnica († 1876.) - 1872. – Louis Blériot, francuski inženjer i letač († 1936.) - 1894. – Isak Babel, ruski književnik († 1940.) - 1901. – Pere Ljubić, hrvatski književnik († 1952.) - 1902. – William Wyler, američki redatelj († 1981.) - 1917. – Humphry Osmond, britanski psihijatar († 2004.) - 1926. – Ivan Fuček, hrvatski katolički svećenik, isusovac, teolog († 2020.) - 1929. – Ödön Földessy, mađarski atletičar († 2020.) - 1931. – Seyni Kountché, nigerski predsjednik i general († 1987.) - 1933. – Drago Bahun, hrvatski glumac († 1993.) - 1953. – Jadranka Kosor, hrvatska političarka - 1956. – Hloverka Novak Srzić, hrvatska novinarka i televizijska voditeljica - 1961. – Diana, princeza od Walesa, supruga britanskog prijestolonasljednika († 1997.) - 1961. – Carl Lewis, američki atletičar, deveterostruki Olimpijski pobjednik - 1961. – Peter Machajdík, slovački skladatelj - 1967. – Branko Zorko, hrvatski atletičar - 1970. – Tajči, hrvatska pjevačica, pop zvijezda ranih 1990.-ih godina - 1983. – Roland Juhász, mađarski nogometaš - 1985. – Léa Seydoux, francuska glumica - 1987. – David Vlajčić, hrvatski političar i pravnik - 1996. – Ludovic Fabregas, francuski rukometaš | - 1109. – Alfons VI. Hrabri, kralj Leóna i Kastilje (* 1040.) - 1784. – Wilhelm Friedemann Bach, njemački skladatelj (* 1710.) - 1839. – Mahmud II., turski sultan (* 1785.) - 1860. – Charles Goodyear, američki kemičar i izumitelj (* 1800.) - 1928. – Vjekoslav Klaić, hrvatski povjesničar i pisac (* 1849.) - 1934. – Ernst Röhm, njemački nacionalsocijalist i bliski suradnik Adolfa Hitlera (* 1887.) - 1944. – Watt Sam, pripovjedač i kulturni povjesničar plemena Natchez (* 1876.) - 1957. – Drago Gervais, hrvatski književnik (* 1904.) - 1958. – Rudolf von Laban, austrougarski plesač (* 1879.) - 1971. – William Lawrence Bragg, britanski fizičar i dobitnik Nobelove nagrade (* 1890.) - 1974. – Juan Perón, argentinski političar (* 1895.) - 1983. – Buckminster Fuller, američki arhitekt (* 1895.) - 1997. – Robert Mitchum, američki glumac (* 1917.) - 2000. – Walter Matthau, američki glumac (* 1920.) - 2001. – Nikolaj Genadijevič Basov, ruski fizičar (* 1922.) - 2004. – Marlon Brando, američki glumac; dvostruki dobitnik Oscara (* 1924.) - 2011. – Anne LaBastille, američka ekologinja (* 1933.) - 2023. – Marin Hraste, hrvatski znanstvenik, sveučilišni profesor i akademik (* 1938.) |

## Blagdani i spomendani
- Dan obitelji, Dan beba i djece i Dan života[6]